# Rydzyna (gemeente)
De gemeente Rydzyna is een stad- en landgemeente in het Poolse woiwodschap Groot-Polen, in powiat Leszczyński. De zetel van de gemeente is in Rydzyna.
Op 30 juni 2016 telde de gemeente 8910 inwoners.

## Oppervlakte gegevens
In 2002 bedroeg de totale oppervlakte van gemeente Rydzyna 135,56 km², waarvan:
- agrarisch gebied: 69%
- bossen: 23%

De gemeente beslaat 16,85% van de totale oppervlakte van de powiat.

## Demografie
Stand op 30 juni 2004:
| Omschrijving                   | Totaal | Totaal | Vrouwen | Vrouwen | Mannen | Mannen |
| ------------------------------ | ------ | ------ | ------- | ------- | ------ | ------ |
| eenheid                        | aantal | %      | aantal  | %       | aantal | %      |
| inwoners                       | 7906   | 100    | 3973    | 50,3    | 3933   | 49,7   |
| bevolkingsdichtheid (inw./km²) | 58,3   | 58,3   | 29,3    | 29,3    | 29     | 29     |

In 2002 bedroeg het gemiddelde inkomen per inwoner 1225,42 zł.

## Administratieve plaatsen (sołectwo)
Augustówo, Dąbcze, Jabłonna, Junoszyn, Kaczkowo, Kłoda, Lasotki, Maruszewo, Moraczewo, Nowawieś, Nowy Świat, Pomykowo, Przybina, Robczysko, Rojęczyn, Tarnowa Łąka, Tworzanice, Tworzanki.

## Aangrenzende gemeenten
Bojanowo, Góra, Krzemieniewo, Leszno, Osieczna, Poniec, Święciechowa